# Leptodactylus latinasus
Ếch Urnero (tên khoa học Leptodactylus latinasus) là một loài ếch thuộc họ Leptodactylidae. Loài này có ở Argentina, Bolivia, Brasil, Paraguay, và Uruguay.
Môi trường sống tự nhiên của chúng là vùng cây bụi ẩm khu vực nhiệt đới hoặc cận nhiệt đới, đồng cỏ khô nhiệt đới hoặc cận nhiệt đới vùng đất thấp, đồng cỏ nhiệt đới hoặc cận nhiệt đới vùng ngập nước hoặc lụt theo mùa, đầm nước ngọt, đầm nước ngọt có nước theo mùa, vùng đồng cỏ, vườn nông thôn, và ao.

## Hình ảnh

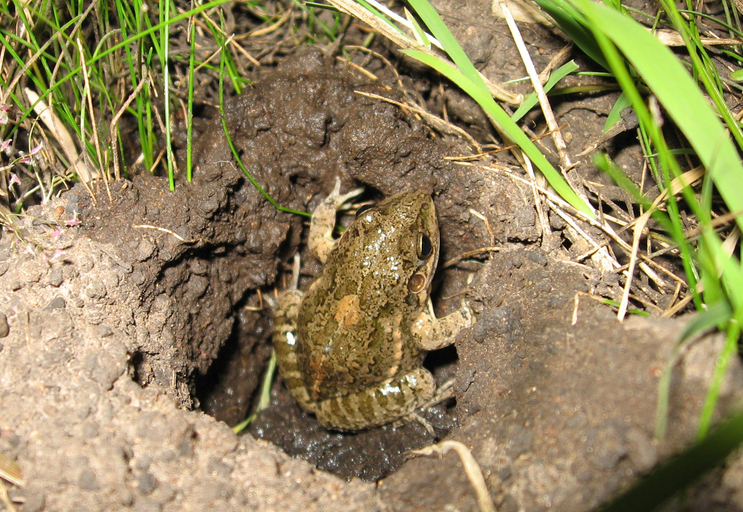
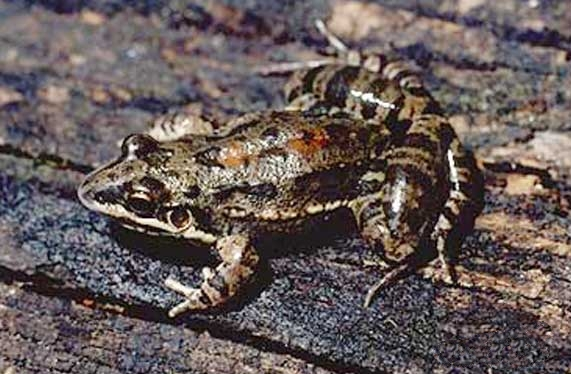